# Кураков, Дмитрий Викторович
Дмитрий Викторович Кураков (род. 13 сентября 1961) — российский дипломат. Чрезвычайный и полномочный посол (2020).

## Биография
Окончил МГИМО МИД СССР (1984).  Владеет французским и английским языками. На дипломатической работе с 1984 года. Работал на различных дипломатических должностях в дипломатических представительствах СССР и России в Зимбабве, ЦАР, Тунисе, Сенегале, занимал ответственные посты в центральном аппарате Министерства.
С 2002 по 2004 год — начальник Секретариата первого заместителя министра иностранных дел России.
С 2005 по 2010 год — генеральный консул России в Александрии (Египет).
В 2011—2013 годы работал заместителем директора Департамента по вопросам новых вызовов и угроз МИД России.
С 25 июня 2013 по 17 августа 2020 года — чрезвычайный и полномочный посол России в Габоне.
С 17 августа 2020 года — чрезвычайный и полномочный посол России в Сенегале и Гамбии по совместительству.

## Дипломатический ранг
- Чрезвычайный и полномочный посланник 2 класса (1 июня 2009)[6].
- Чрезвычайный и полномочный посланник 1 класса (10 февраля 2016)[7].
- Чрезвычайный и полномочный посол (25 декабря 2020)[8].

## Награды
- Орден Дружбы (28 ноября 2022) — За большой вклад в реализацию внешнеполитического курса Российской Федерации и многолетнюю добросовестную дипломатическую службу[9].

## Семья
Женат, имеет троих детей.